# Carta Árabe de Derechos Humanos
La Carta Árabe de Derechos Humanos (ACHR por sus siglas en inglés), adoptada por el Consejo de la Liga de los Estados Árabes el 22 de mayo de 2004, afirma los principios contenidos en la Carta de las Naciones Unidas, la Declaración Universal de Derechos Humanos, los Pactos Internacionales de Derechos Humanos y la Declaración de El Cairo sobre los Derechos Humanos en el Islam. Establece una serie de derechos humanos tradicionales, incluido el derecho a la libertad y la seguridad de las personas, la igualdad de las personas ante la ley, la protección de las personas contra la tortura, el derecho a la propiedad privada, la libertad de practicar la observancia religiosa y la libertad de reunión pacífica y asociación. La Carta también prevé la elección de un Comité de Expertos en Derechos Humanos de siete personas para considerar los informes de los estados.
Se creó una primera versión de la Carta el 15 de septiembre de 1994, pero ningún estado la ratificó. La versión actualizada (2004) de la Carta entró en vigor en 2008 después de que siete de los miembros de la Liga de los Estados Árabes la ratificaran.
El 24 de enero de 2008, la entonces Alta Comisionada de las Naciones Unidas para los Derechos Humanos, Louise Arbor, dijo que la carta árabe era incompatible con la comprensión de la ONU de los derechos humanos universales, incluso con respecto a los derechos de las mujeres y la pena capital para los niños, además de otras disposiciones de la Carta. La carta figura en el sitio web de su oficina, entre los textos adoptados por grupos internacionales destinados a promover y consolidar la democracia.
En noviembre de 2013, la Carta había sido ratificada por  Argelia, Baréin, Irak, Jordania, Kuwait, Líbano, Libia, Palestina, Catar, Arabia Saudita, Siria, Emiratos Árabes Unidos y Yemen. La Carta fue criticada por establecer estándares de derechos humanos en la región por debajo del régimen reconocido internacionalmente.
En 2014, los Estados de la Liga Árabe elaboraron un tratado adicional, el Estatuto de la Corte Árabe de Derechos Humanos, para permitir los litigios interestatales sobre violaciones de la Carta. El estatuto entrará en vigor después de 7 ratificaciones. El primer país en ratificarlo fue Arabia Saudita en 2016.